# آذر رضایی
آذر رضایی (۱۳۳۹–۱۹ بهمن ۱۳۶۰) از اعضای سازمان مجاهدین خلق ایران بود. وی دختر خلیل‌الله رضایی و خواهر کوچک احمد رضایی، رضا رضایی و مهدی رضایی بود که هر سه برادر طی ضربه‌های سال‌های ۱۳۵۰ و ۱۳۵۲ و ۱۳۵۱ به سازمان مجاهدین خلق توسط ساواک کشته شدند.

## زندگی
آذر رضایی در سالِ ۱۳۳۹ در تهران زاده شد. از همان دوران کودکی تحت تربیت برادرانش احمد و رضا قرار گرفت. آذر از سال‌های نوجوانی فعالیت‌های فرهنگی سازمان را در مدارس تهران بر عهده گرفت.
وی در سال‌های ۱۳۵۳ و ۱۳۵۴ دو بار از سوی ساواک دستگیر و سپس آزاد شد.
آذر رضایی در بهار سال ۱۳۵۹ با موسی خیابانی عضو مرکزیت سازمان مجاهدین خلق ازدواج کرد.
بعد از رخدادهای خرداد سال ۱۳۶۰ و ورود سازمان مجاهدین خلق به فاز نظامی، با تشکیل شورای ملی مقاومت مسعود رجوی به عنوان مسئول شورا در مرداد همان سال به فرانسه رفت. پس از این فرماندهی سازمان بر عهده موسی خیابانی واگذار شد و زندگی و فعالیت‌های اعضای سازمان مجاهدین خلق در خانه‌های تیمی ادامه یافت.

## ۱۹ بهمن ۱۳۶۰
در تاریخ ۱۹ بهمن ۱۳۶۰ به دنبال لو رفتن خانه تیمی زعفرانیه که آذر رضایی، موسی خیابانی و اشرف ربیعی همسر مسعود رجوی در آن خانه سکونت داشتند، آن‌ها به همراه ۱۹ تن از دیگر اعضای سازمان در یک درگیری مسلحانه از سوی سپاه پاسداران همگی کشته شدند.
به گفته عزیز رضایی، مادر آذر رضایی در نشریه مجاهد شماره ۱۸۶، آذر باردار بوده است.